# American Airlines Center
L'American Airlines Center és un pavelló localitzat en el barri del Parc Victòria proper al centre de Dallas, Texas que és usat per a partits d'hoquei, bàsquet i concerts.
L'American Airlines Center és la llar dels següents equips esportius:
- Dallas Stars (NHL)
- Dallas Mavericks (NBA)
- Dallas Desperados (Arena Football League)

## Història
Per a l'any 1998, els Dallas Mavericks, el seu propietari Mark Cuban i els Dallas Stars volien complir el seu desig de substituir el seu pavelló (el Reunion Arena) per un de nou. Els residents de Dallas van aprovar la implementació d'impostos nous en els hotels i el lloguer de cotxes per a pagar la nova llar dels Mavericks i els Stars.

## Galeria

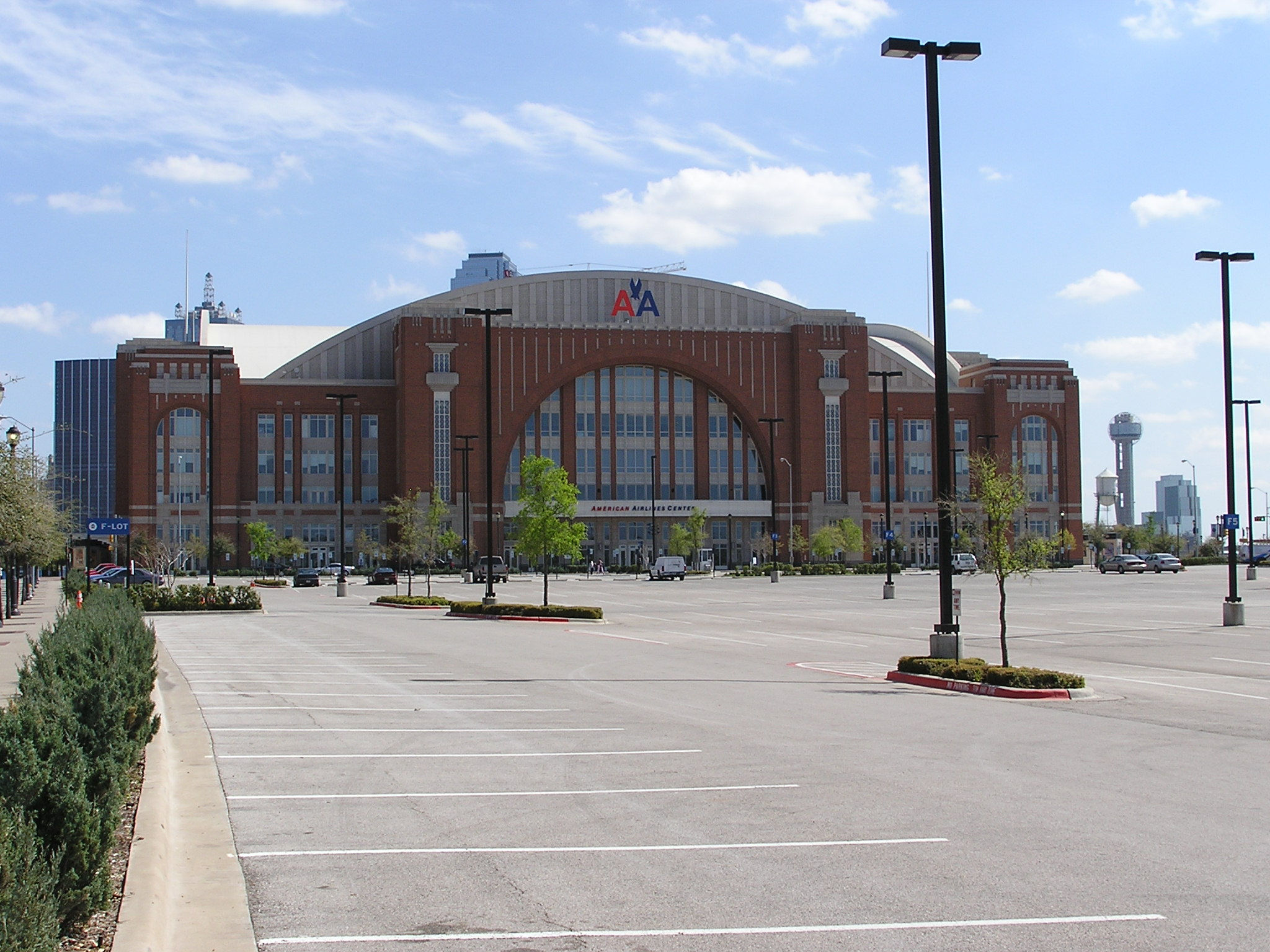
Entrada al pavelló
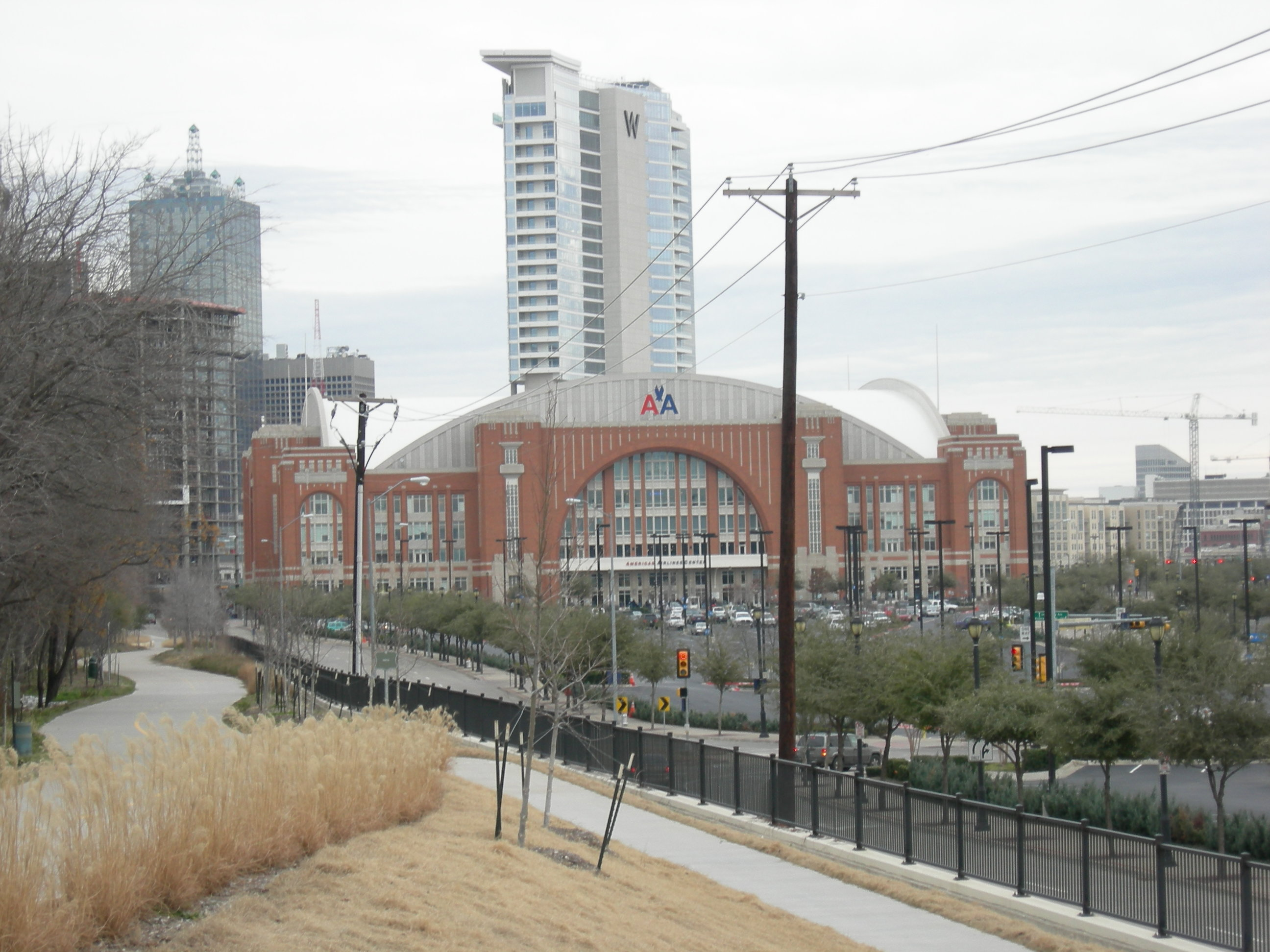
American Airlines Center
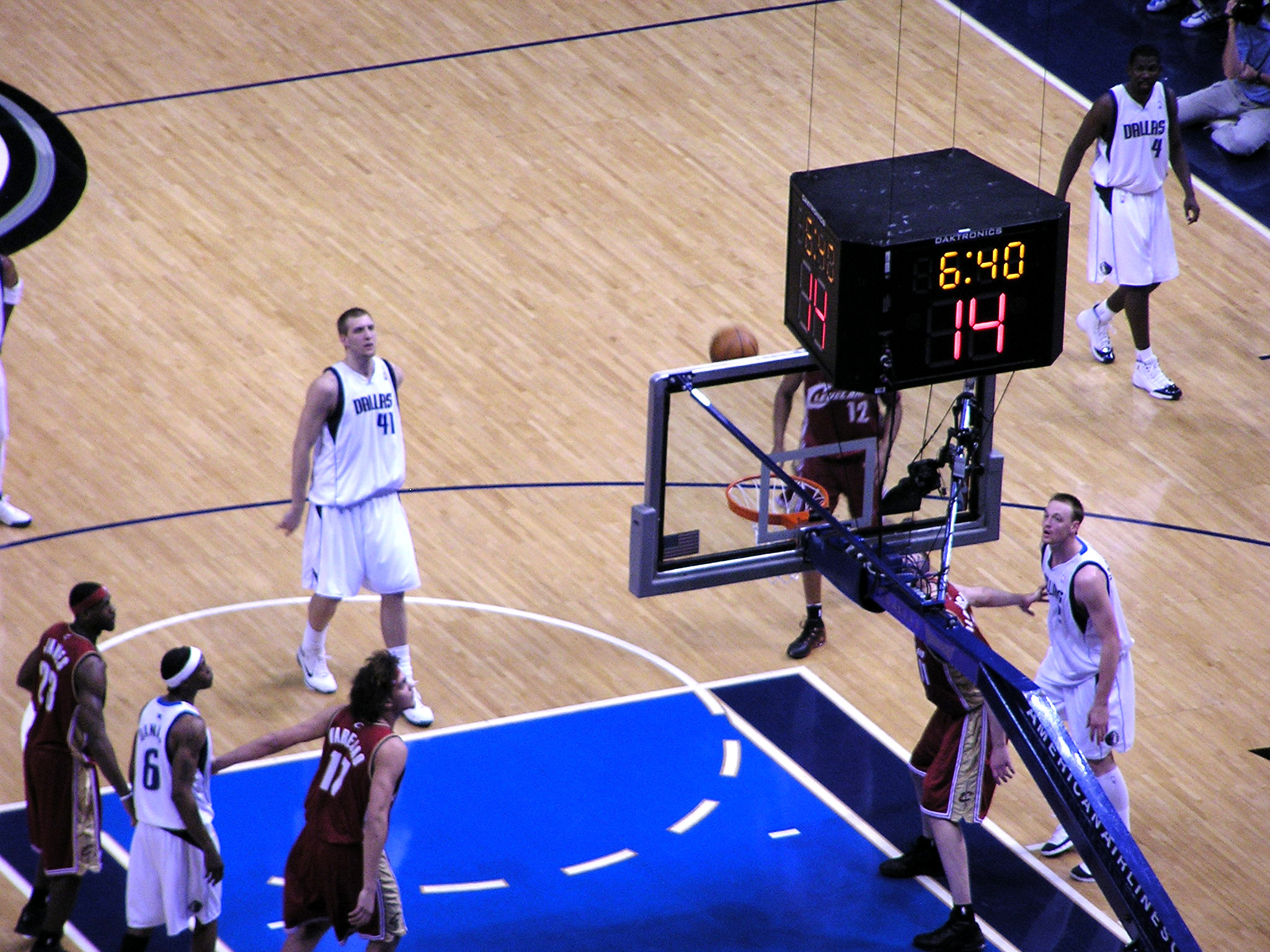
Dirk Nowitzki llançant un tir lliure
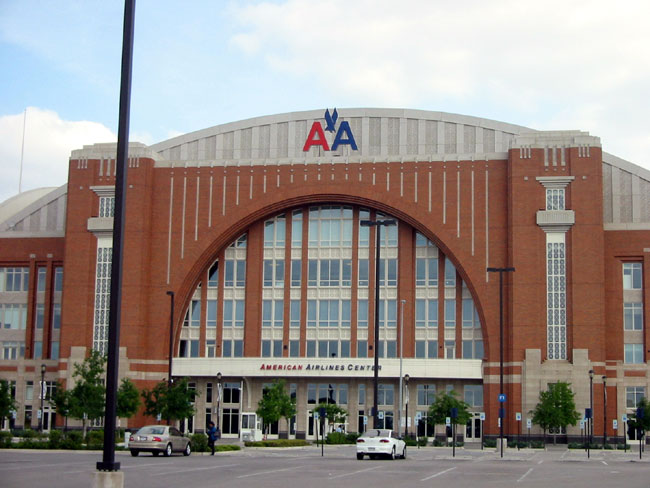
Façana del pavelló